# Lee Anthony Piché

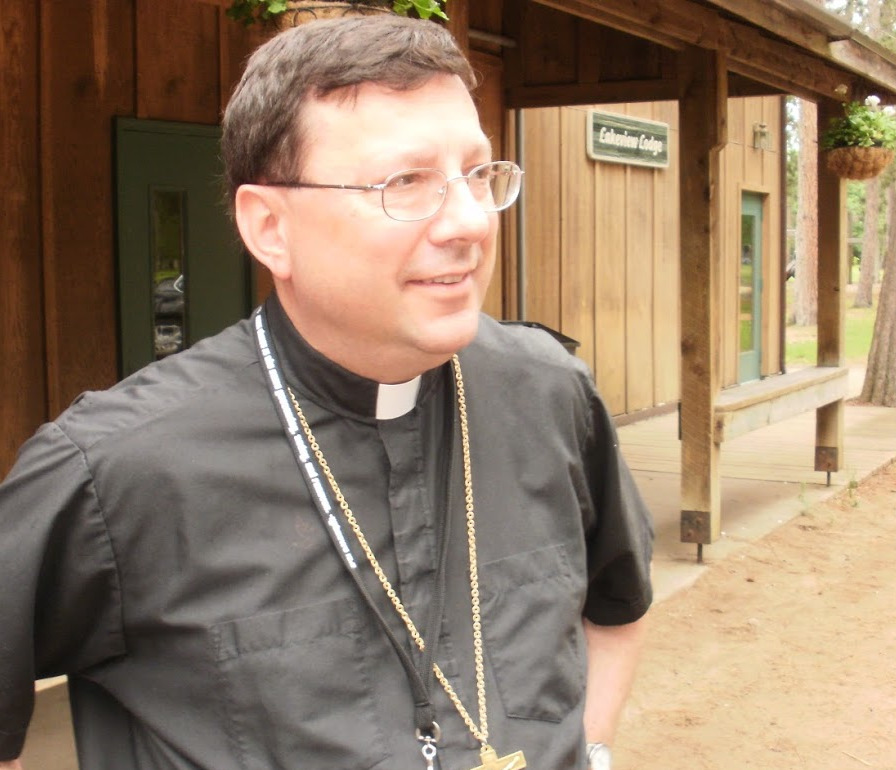
Lee Anthony Piché (2011)

Lee Anthony Piché (* 8. Mai 1958 in Minneapolis) ist ein römisch-katholischer Geistlicher und emeritierter Weihbischof in Saint Paul and Minneapolis.

## Leben
Lee Anthony Piché empfing am 26. Mai 1984 die Priesterweihe.
Papst Benedikt XVI. ernannte ihn am 27. Mai 2009 zum Weihbischof in Saint Paul and Minneapolis und Titularbischof von Tamata. Die Bischofsweihe spendete ihm der Erzbischof von Saint Paul and Minneapolis, John Clayton Nienstedt, am 29. Juni desselben Jahres; Mitkonsekratoren waren Harry J. Flynn, Alterzbischof von Saint Paul and Minneapolis, und John Marvin LeVoir, Bischof von New Ulm.
Nachdem das Erzbistum im November 2014 ein Insolvenzverfahren erwog, um Schadenersatzansprüche von Missbrauchsopfern zu erfüllen, boten Erzbischof John Clayton Nienstedt und Weihbischof Piché, der gleichzeitig Generalvikar war, ihren Rücktritt an, den Papst Franziskus am 15. Juni 2015 annahm.